# Pierre Gaultier de La Vérendrye
Pour les articles homonymes, voir Gaultier et La Vérendrye.
Pierre Gaultier de La Vérendrye, (1714-1755), officier de l'armée française et parmi les premiers explorateurs canadiens-français des Prairies canadiennes.
Pierre Gaultier de La Vérendrye est né le 1er décembre 1714 à l'île aux Vaches, sur le lac Saint-Pierre (au Québec entre Sorel et Trois-Rivières). Il était le second fils de Pierre Gaultier de Varennes et de La Vérendrye et de Marie-Anne Dandonneau Du Sablé.
En 1728, il s'engage comme cadet dans l'armée et fait ses armes dans la garnison de Montréal.
En 1731, il part avec son père dans les immenses territoires occidentaux de l'Amérique du Nord.
En 1732, ils édifient le Fort Saint-Charles à côté du lac des Bois.
En 1734, il devient commandant du fort Saint-Charles après le départ de son père rappelé à Montréal. La même année il est remplacé par son cousin, Christophe Dufrost de La Jemerais pour le commandement du fort, car il reçoit l'ordre de fonder un nouveau fort, le Fort Maurepas sur la rivière Rouge. Cependant son frère aîné Jean Baptiste Gaultier de La Vérendrye qui avait reçu précédemment cette mission, était revenu d'une expédition chez les Sioux et pu ainsi exécuter l'ordre de fonder Fort Maurepas. Pierre rejoint alors son père à Montréal.
En 1737, Pierre et son père se rendirent au Fort Maurepas.
En 1738, Pierre reçut de son père le commandement du Fort Saint-Charles. Il assuma cette fonction jusqu'en 1739. 
En 1740, il se rendit au Fort La Reine en vie d'une nouvelle expédition vers le Nebraska au cours de laquelle il atteignit des postes avancés de l'armée espagnole. Il rebroussa chemin et revint vers Fort La Reine.
En 1741, avec son père, ils édifièrent un poste de traite fortifié, le Fort Dauphin situé au nord du Lac Dauphin. Alors que son père retournait à Montréal, Pierre organisa la traite de la fourrure avec les Amérindiens des Nations Cris et Assiniboines.
En 1745, Pierre retourna à Montréal et s'engagea aussitôt dans l'armée pour combattre les Anglais en Acadie.
De retour dans l'Ouest, il vint rétablir la situation des forts Maurepas et La Reine qui avaient subi les assauts de certaines tribus amérindiennes. Il sut reconquérir la confiance des Amérindiens. 
En 1749, il fut élevé au rang d'enseigne et refusa le poste de commandant dans les Antilles.  
En 1750, il revint à Montréal pour se recueillir sur la tombe de son père mort quelques mois plus tôt.
En 1751, il participa à plusieurs opérations militaires.
En 1752, il fut envoyé au Fort Beauséjour en Acadie et servit dans ce fort jusqu'à la défaite de la Bataille de Fort Beauséjour du 16 juin 1755. 
Revenu au Canada, il meurt à Québec le 13 septembre 1755.